# 拉克瓦克森河
拉克瓦克森河（英語：Lackawaxen River）是特拉華河的一条支流，位于美国宾夕法尼亚州东北部，长约31.3-英里（50.4-）。这条河流经波科诺山脉北部的大部分农村地区，流域面积约为598平方英里（1,550平方）。